# Die Seewinkler
Die Seewinkler sind eine österreichische Volksmusikgruppe aus Mönchhof im Burgenland.

## Geschichte
Die Band wurde 2009 als Günter Kaincz & Band gegründet, 2011 erfolgte eine Neugründung als Die Seewinkler. Der Durchbruch gelang ihnen 2017 mit dem Song Wir geben Gas von der gleichnamigen Maxi-CD. Text: Bandleader Günter Kaincz, Andreas Hinker; Musik: Andreas Hinker.

## Stil
Ihr Stil wandelte sich von 2009 bis 2017 von einer Mischung aus Volksmusik, Schlager zu Rock-, Pop- mit Volksmusikelementen.

## Erfolge
Die Seewinkler war die erste burgenländische Band in der Musi Parade von ORF Radio Kärnten & Krone. Sie kamen von 0 auf Platz 1 mit dem Titel „Wir geben Gas“ in der Musi Parade von ORF Radio Kärnten & Krone. Sie waren mehrere Wochen unter den Top-Platzierungen in der Musi Parade von ORF Radio Kärnten & Krone.

## Diskografie (Auszug)
- 2015: Durst ist stärker als Heimweh (Projekt mit Gotty Beer als „Partyfrösche“)
- 2017: Wir geben Gas